# 에디 카마에
에디 카마에(Eddie Kamae, 1927년 8월 4일 ~ 2018년 1월 7일)는 우클렐레 주자로 유명한 가수, 작곡가, 영화 제작자이다.
1935년에 호놀룰루에서 태어났으며, 할머니는 릴리우오카라니 여왕의 궁정 전속 훌라 댄서였다. 18세에 아마추어 콘서트에 출연, 이후 우클렐레 주자로서 이름을 떨쳤다.  반주 악기라는 관념을 갖기 쉬운 우클렐레를 솔로 악기로서 대성시켰다는 점에 크나큰 특징이 있다. 화려한 테크닉으로 청중을 매혹시키며, 라틴 계통의 넘버가 장기이다.

## 디스코그래피
- Yesterday & Today, Vol. 2 (2009) CD  (Hawaii Sons)
- Yesterday & Today (2008)  CD (Hawaii Sons)
- This Is Eddie Kamae (2008) CD 1197 (Omagatoki Japan)
- Eddie Kamae & Friends (2006) CD 8542 (Hawaii Sons)
- Heart of the Ukulele (2004) CD 3002 (Surfside/Mahalo)
- Eddie Kamae Presents: The Best of Sons of Hawaii, Vol. 1 (2004) CD (Hawaii Sons)
- Eddie Kamae & The Sons of Hawaii (2004) CD (Hawaii Sons)
- Christmas Time With Eddie Kamae & Sons of Hawai'i (2004) CD 1014 (Hawaii Sons)
- Sons of Hawaii (1998) CD 8516 (Panini)
- Music of Old Hawaii (1962) CD Hula